# Kansas City Knights
I Kansas City Knights sono stati una franchigia di pallacanestro della ABA 2000, con sede a Kansas City, Missouri.
Debuttarono nella stagione 2000-01 perdendo la finale di division con i Chicago Skyliners. L'anno seguente terminarono la regular season con un record di 35-5, e vinsero il titolo, battendo nella finale i Southern California Surf. Nel 2003-04 raggiunsero la finale, perdendola con i Long Beach Jam.
Sono scomparsi dopo la stagione 2004-05.

## Stagioni
| Stagione | Lega     | Denominazione       | V  | P  | %    | Piazzamento | Play-off           |
| -------- | -------- | ------------------- | -- | -- | ---- | ----------- | ------------------ |
| 2000-01  | ABA 2000 | Kansas City Knights | 24 | 17 | 58,5 | 3º          | Finale di division |
| 2001-02  | ABA 2000 | Kansas City Knights | 35 | 5  | 86,5 | 1º          | Campioni           |
| 2003-04  | ABA 2000 | Kansas City Knights | 23 | 9  | 71,9 | 2º          | Finale ABA         |
| 2004-05  | ABA 2000 | Kansas City Knights | 17 | 8  | 68,0 | 2º          | Quarti di finale   |